# Wilhelm von Lynar
Wilhelm Friedrich Rochus comte de Lynar, né à Berlin, le 3 février 1899 et exécuté à Berlin-Plötzensee, le 29 septembre 1944, était un officier allemand réserviste de la Wehrmacht lors de la Seconde Guerre mondiale. Il prit part à la résistance allemande au nazisme et s'impliqua dans le complot du 20 juillet 1944 contre Hitler. Arrêté, il sera jugé et exécuté à la prison de Plötzensee, à Berlin, le 29 septembre 1944.

## Biographie
Wilhelm Friedrich, surnommé Wilfred, fait ses études secondaires à Luckau en tant que Fahnenjunker (cadet) chez les Hussards. Après la Première Guerre mondiale, il étudie l'agriculture et la sylviculture. En 1923, il épouse la comtesse Ilse Behr Negendank originaire de Semlow. Le couple s'installe dans la ferme familiale à Tornow (Spreewald). En 1928, après le décès de son père, il reprend la gestion du patrimoine familial et s'installe au château de Lübbenau. En 1930, La famille s'installe non loin de là, dans un autre domaine de la famille, à Seese. Par tradition familiale, il était héritier du titre de chevalier de l'ordre protestant de Saint-Jean.
Il fit partie des Stahlhelm, Bund der Frontsoldaten mais s'avéra être par la suite un nazi sceptique. Officier de réserve, il est affecté au service des ressources humaines au quartier-général à Berlin, plus tard, il fut l'aide de camp du Generalfeldmarschall Erwin von Witzleben.
Wilhelm Friedrich von Lynar était informé des courants d'opposition au nazisme qui traversaient l'armée. Il réunit dans son château les conspirateurs autour de Claus von Stauffenberg. Il avait des contacts également avec Fritz Jaeger, Ludwig Gehre et Henning von Tresckow. Le 20 juillet 1944, von Lynar accompagne Erwin von Witzleben dans le bâtiment du Bendlerblock pour mettre leur plan d'action à exécution. Le complot ayant échoué, Wilhelm von Lynar et Erwin von Witzleben  seront arrêtés et jugés par le Volksgerichtshof (tribunal populaire). Von Witzleben sera jugé le 8 août 1944 et exécuté par pendaison, et non fusillé, sur ordre d'Hitler. Von Lynar connaitra le même destin et sera jugé le 29 septembre 1944 ; condamné à mort, la sentence sera exécutée le jour même, von Lynar meurt ainsi pendu à Plötzensee. Sa famille est spoliée de ses biens.

## Hommage

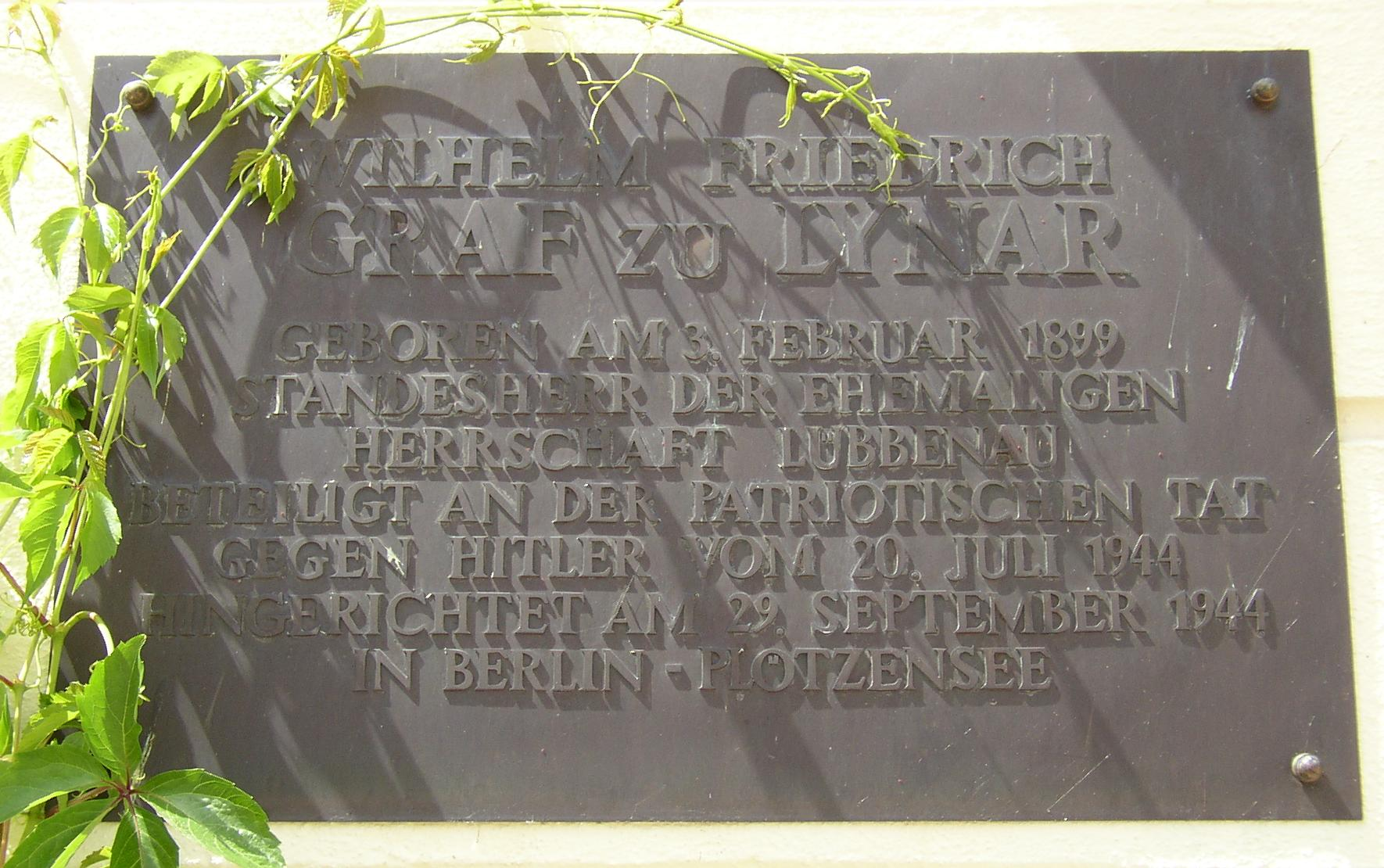
Plaque commémorative à Lübbenau

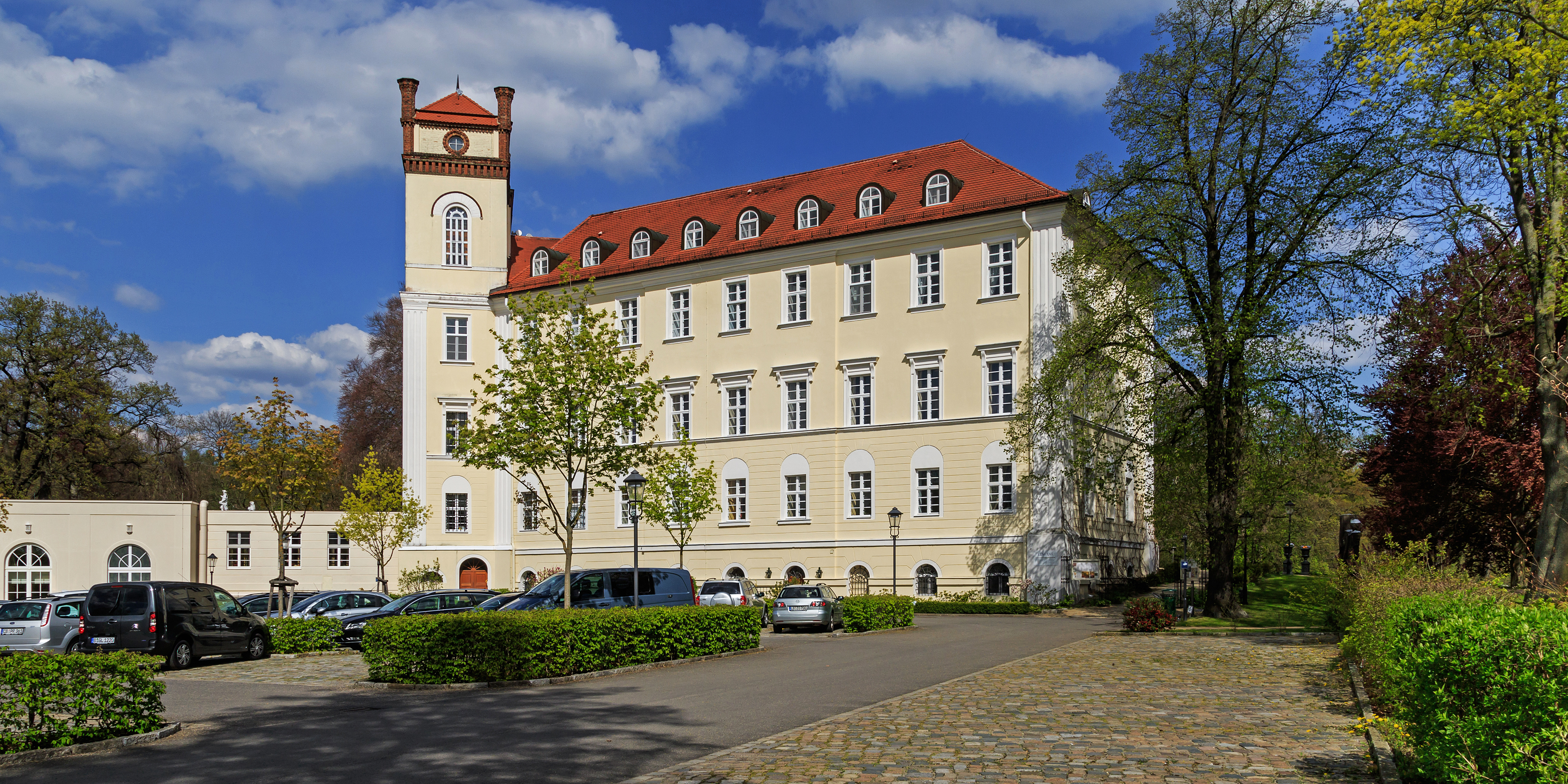
Château de Lübbenau

Une plaque commémorative figure sur la façade du château de Lübbenau

## Publications
- Wilhelm Graf zu Lynar, Führer durch das Schloßmuseum: Schloß Lübbenau im Spreewald, Heine, 1933 - 15 pages